# 導出函子
在同調代數中，阿貝爾範疇間的某類函子可以「求導」，以獲得相應的導出函子。此概念可以融貫數學中許多領域裡的具體構造。

## 動機
考慮導出函子的原始目的是從一個短正合序列造出一個長正合序列。具體言之：給定兩個阿貝爾範疇 {\displaystyle {\mathcal {A}},{\mathcal {B}}}，及其間的加法函子 {\displaystyle F:{\mathcal {A}}\to {\mathcal {B}}}。假設 {\displaystyle F} 為左正合函子，換言之，對 {\displaystyle {\mathcal {A}}} 中的任一短正合序列
{\displaystyle 0\to A\to B\to C\to 0}
下列序列是正合的：
{\displaystyle 0\to F(A)\to F(B)\to F(C)}
由此自然導出一個問題：如何自然地延長此正合序列？{\displaystyle F} 的（右）導出函子是一族函子 {\displaystyle R^{i}F:{\mathcal {A}}\to {\mathcal {B}}}，滿足 {\displaystyle R^{0}F=F}，且有相應的長正合序列：
{\displaystyle 0\to F(A)\to F(B)\to F(C)\to R^{1}F(A)\to R^{1}F(B)\to R^{1}F(C)\to R^{2}F(A)\to \cdots }
導出函子可以視為 {\displaystyle F} 的右正合性的尺度。

## 構造與初步性質

### 右導出函子
今假設 {\displaystyle {\mathcal {A}}} 中有充足的內射元。設 {\displaystyle X\in {\mathcal {A}}}，根據假設，存在內射分解：
{\displaystyle 0\to X\to I^{0}\to I^{1}\to I^{2}\to \cdots }
取函子 {\displaystyle F}，得到上鏈複形：
{\displaystyle 0\to F(X)\to F(I^{0})\to F(I^{1})\to F(I^{2})\to \cdots }
定義 {\displaystyle R^{i}F(X)} 為其第 {\displaystyle i} 個上同調群，特別是有 {\displaystyle R^{0}F(X)=F(X)}。注意到兩點：
- 由於任兩個內射分解彼此同倫等價，函子 {\displaystyle R^{i}F} 在同構的意義下是明確定義的。
- 若 {\displaystyle X} 是內射對象，取平凡分解 {\displaystyle 0\to X\to X\to 0}，可知當 {\displaystyle i>0} 時有 {\displaystyle R^{i}F(X)=0}。

### 左導出函子
左導出函子的建構與右導出函子對偶。設 {\displaystyle G:{\mathcal {A}}\to {\mathcal {B}}} 為右正合加法函子，並假設 {\displaystyle {\mathcal {A}}} 有充足的射影元。對任一對象 {\displaystyle X\in {\mathcal {A}}}，取一射影分解：
{\displaystyle \cdots \to P_{2}\to P_{1}\to P_{0}\to X\to 0}
取函子 {\displaystyle G}，得到鏈複形：
{\displaystyle \cdots \to G(P_{2})\to G(P_{1})\to G(P_{0})\to 0}
定義 {\displaystyle L^{i}G(X)} 為其第 {\displaystyle i} 個同調群，其性質類似右導出函子。

### 逆變函子的情形
對於逆變函子也能定義導出函子，此時的導出函子也是逆變函子。較有系統的方法是利用反範疇的概念。

## 長正合序列
對於右導出函子的情形，任一短正合序列 {\displaystyle 0\to A\to B\to C\to 0} 給出長正合序列
{\displaystyle \cdots \to R^{i-1}F(C)\to R^{i}F(A)\to R^{i}F(B)\to R^{i}F(C)\to R^{i+1}F(A)\to \cdots }
對於左導出函子，相應的長正合序列形如
{\displaystyle \cdots \to L^{i+1}G(C)\to L^{i}G(A)\to L^{i}G(B)\to L^{i}G(C)\to L^{i-1}G(C)\to \cdots }
此外，這些長正合序列在下述意義下是「自然」的：
- 短正合列之間的態射導出長正合序列間的態射。
- 函子間的自然變換導出長正合序列尖的態射。

這些性質是蛇引理的推論。

## 應用
- 層上同調：對拓撲空間 {\displaystyle X}，考慮其上的阿貝爾群層構成的範疇，它有充足的內射元。整體截面函子 {\displaystyle {\mathcal {F}}\mapsto \Gamma (X,{\mathcal {F}})} 是左正合函子，相應的右導出函子即層上同調函子 {\displaystyle {\mathcal {F}}\mapsto H^{i}(X,{\mathcal {F}})}。
- 平展上同調：平展上同調用於概形上的另一種上同調理論。
- Ext函子：設 {\displaystyle R} 為環，考慮 {\displaystyle R}-模範疇，它有充足的內射元及射影元。對任一 {\displaystyle R}-模 {\displaystyle A}，函子 {\displaystyle \mathrm {Hom} _{R}(A,-)} 為左正合的，其右導出函子記為 {\displaystyle B\mapsto \mathrm {Ext} _{R}^{i}(A,B)}。
- Tor函子：同樣考慮 {\displaystyle R}-模範疇，對任一 {\displaystyle R}-模 {\displaystyle B}，函子 {\displaystyle -\otimes _{R}B} 為右正合的，其左導出函子記為 {\displaystyle A\mapsto \mathrm {Tor} _{i}^{R}(A,B)}。
- 群上同調：設 {\displaystyle G} 為群。所謂 {\displaystyle G}-模是指被 {\displaystyle G} 作用的阿貝爾群，{\displaystyle G}-模範疇可以理解為 {\displaystyle \mathbb {Z} G}-模範疇。對任一 {\displaystyle G}-模 {\displaystyle M}，定義 {\displaystyle M^{G}:=\{m\in M:\forall g\in G,\;g\cdot m=m\}}，這是一個左正合函子，其右導出函子即群上同調函子 {\displaystyle M\mapsto H^{i}(G,M)}。

## 推廣
現代的導範疇理論為導出函子提供了一套較廣的框架。

## 文獻
- Weibel, Charles A., An introduction to homological algebra. Cambridge Studies in Advanced Mathematics, 38. Cambridge University Press, Cambridge, 1994. xiv+450 pp. ISBN 0-521-43500-5; 0-521-55987-1